# Phemeranthus sediformis
Phemeranthus sediformis (лат.) — вид цветкового растения рода Phemeranthus семейства Монтиевые (Montiaceae). Произрастает в нагорьях Оканоган и хребте реки Кеттл, отроге хребта Монаши, в северо-центральной части штата Вашингтон (США) и южной части центральной части Британской Колумбии (Канада). Популяции ограничены высотами от 800 до 1500 м на скалистых склонах, обнажениях и холмах, обращенных на юг и юго-запад. Первые образцы были собраны ботаником Джоном Джеффри в 1851 году, но вид не был назван до 1933—1934 годов, когда была опубликована серия из трёх отдельных статей с описанием растения. Этот вид является одним из самых ограниченных по ареалу растений Канады. Несмотря на небольшой ареал, он легко пересаживается и адаптируется к садам и в течение ряда лет был частью каталогов семян для каменистых садов и альпийских садов.

## Таксономия

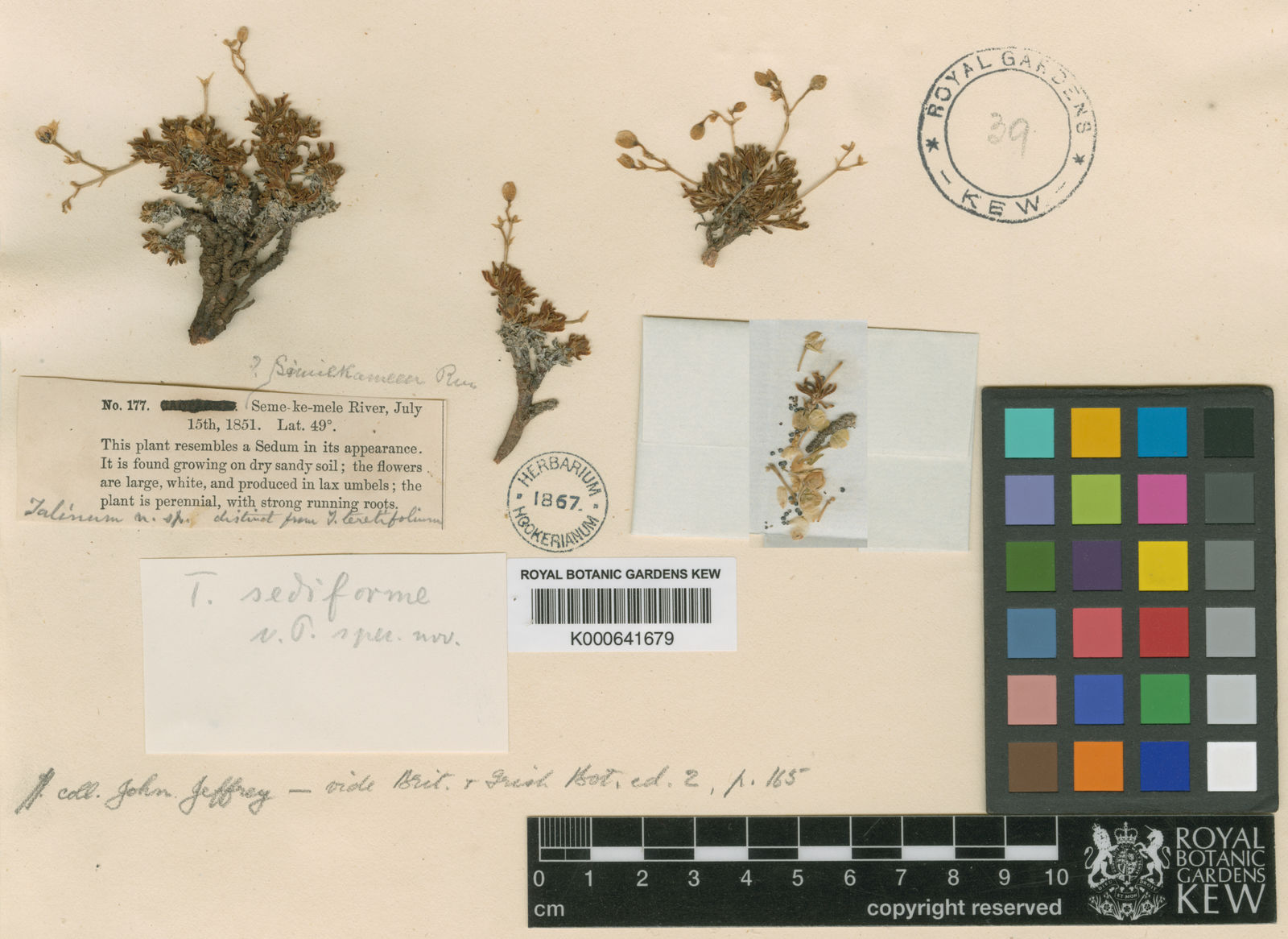
Гербарный голотип Talinum sediformis

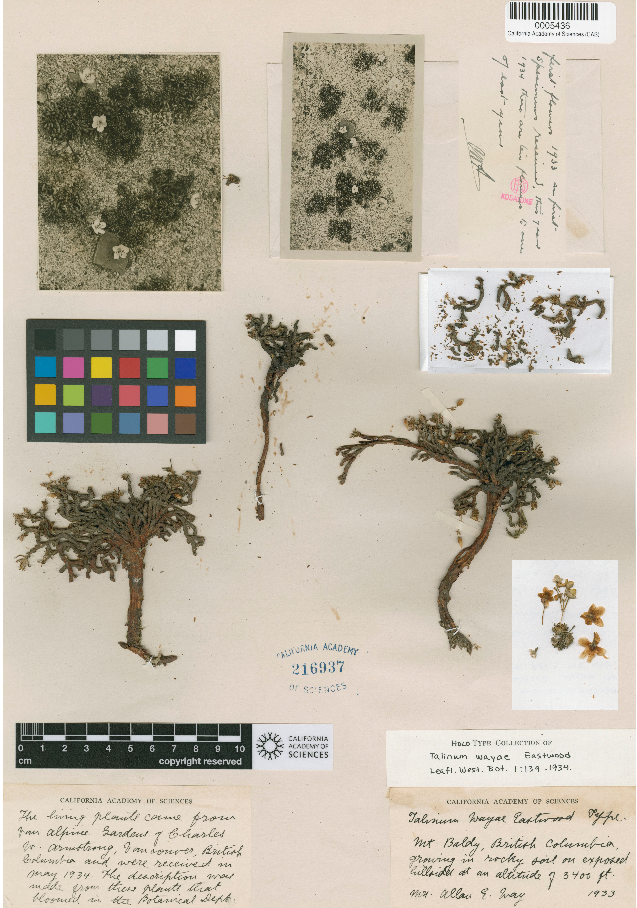
Голотип Talinum wayae

Образцы Phemeranthus sediformis были собраны шотландским ботаником Джоном Джеффри во время его визита в южные внутренние районы Британской Колумбии в 1851 году. Нанятый шотландской группой Орегонская ботаническая ассоциация для продолжения ботанических исследований Дэвида Дугласа и расширения их за пределы изученных Дугласом территорий, в 1850 году Джеффри прибыл в Британскую Колумбию и, перезимовав, пересёк Скалистые горы Британской Колумбии, чтобы достичь реки Колумбия. Он спустился вниз по течению Колумбии до реки Оканоган, а затем поднялся на север по этой реке до района «Семе-ке-меле» (Симилкамин), достигнув места слияния рек Симилкамин и Туламин к 9 июля. 15 июля 1851 года (по ошибке позже отмеченным как 15 июня), где-то вдоль реки Симилкамин, Джеффри собрал образец, который впоследствии стал голотипом Phemeranthus sediformis. Образец был отправлен вместе с другим собранным ботаническим материалом обратно в Шотландию и, вероятно, передан членам Орегонской ботанической ассоциации. Образец P. sediformis в конечном итоге был помещён в коллекцию гербария Hookerianum в Кью под номером K000641679 в 1867 году.
Образец был подробно описан и назван лишь в 1933 году, когда немецкий ботаник Карл фон Пёльниц описал несколько видов суккулентов. Он отнёс новый вид к роду Талинум (Talinum), отметив, однако, что существующие описания видов не позволяют ему принять разделение рода на секции Phemeranthus и Talinastrum.
27-28 мая 1933 года, в том же году, когда Пёльниц описал свой вид, ботаник Инженерного корпуса армии США Карл С. Инглиш-мл. собрал несколько образцов одного и того же растения в двух местах в штате Вашингтон. Оба растения были найдены в горной местности Оканоган округа Оканоган, на горе Фир на высоте 1727 м и на хребте к западу от слияния рек Гранит-Крик и Суит-Крик, недалеко от восточной границы округа. Растения были пересажены в сад дома Инглиша в районе Сиэтла, и образец, который он решил использовать для описания того, что, по его мнению, должно было быть новым видом, был получен из сада 10 августа 1933 года. Инглиш опубликовал свое описание Talinum okanoganense 2 октября 1934 года в Трудах Биологического общества Вашингтона. Это было биномиальным названием растения, под которым вид был наиболее известен до ревизии вида Робертом В. Кигерсом в 2001 году.
В то же время, когда Инглиш работал над своей статьей, канадско-американский ботаник Элис Иствуд также изучала растения с Колумбийских гор. Исследуя область вокруг озера Бригейд к югу от своего дома в Камлупсе в 1924 году, К. К. Уэй наткнулась на популяцию растений и собрала некоторое количество, которое она пересадила у себя во дворе в качестве каменистого сада. В течение следующего десятилетия Уэй торговала и дарила растения домам по всему Северо-Западу. В отдельной поездке она исследовала склоны горы Болди к северо-востоку от Осуюса, где она собрала образцы, которые она продала Чарльзу У. Армстронгу. Основываясь на образцах, полученные от Армстронга, владельца Van Stone Gardens в Ванкувере, Элис Иствуд описала свой новый вид. Формальное описание было основано на проданном растении, которое позже цвело в ботаническом саду [Калифорнийская академия наук|Калифорнийской академии наук]]. Затем растение было собрано как голотип и добавлено в гербарную коллекцию как образец под номером 216937. Она опубликовала своё официальное описание в ноябрьском номере журнала Leaflets of Western Botany за 1934 год, всего через два месяца после появления описания Инглиша, сделав его синонимом его вида.
К концу 1990-х годов монофилетическая природа рода Талинум (Talinum) оказалась под вопросом. Phemeranthus традиционно рассматривался как секция внутри Talinum, и с момента описания типового вида Phemeranthus teretifolius другие североамериканские виды были описаны и помещены в эту секцию. Все североамериканские виды имели ряд общих признаков, которые не встречались у видов Старого Света. Роберт В. Кигер рассмотрел североамериканские виды Talinum в 2001 году в рамках подготовки к публикации раздела «Флора Северной Америки», посвященного Portulacaceae. Он считал, что почти все подтверждённые виды фактически достаточно различны как группа, чтобы поднять Phemeranthus до статуса полноценного рода. Среди изменений в видовом составе Кигер отметил, что P. sediformis Пёльница имеет номенклатурный приоритет над названиями Инглиша и Иствуд, которые он указал в качестве младших синонимов. Кигер пытался найти гербарный образец голотипа Пёльница, но в то время не смог этого сделать, поскольку предполагал, что образец принадлежит Берлинскому ботаническому саду и Ботаническому музею. Ему удалось найти один из изотипических листов в коллекции Кью.

## Этимолоия
Пёльниц особо отметил этимологию sediformis, ссылаясь на этикетку гербария Кью, прикреплённую к описанному им образцу. На этикетке образец описан как «Растение, напоминающее очиток (Sedum)». Карл фон Инглиш-мл., выбирая своё имя, решил использовать топоним в качестве эпитета для вида. Учитывая, что типовое место произрастания его растений находилось в горной местности Оканоган на востоке округа Оканоган, он решил назвать вид okanoganense, отметив при этом, что названия происходят от имени народа сиилкс, Оканаган, или Окинаган, чьей изначальной территорией была эта местность. Иствуд решил создать матроним Talinum wayae в честь К. К. Уэя из Камлупса, Британская Колумбия. Название дано в знак признания открытия вида Уэем на горе Болди, Британская Колумбия, в 1924 году.

## Описание

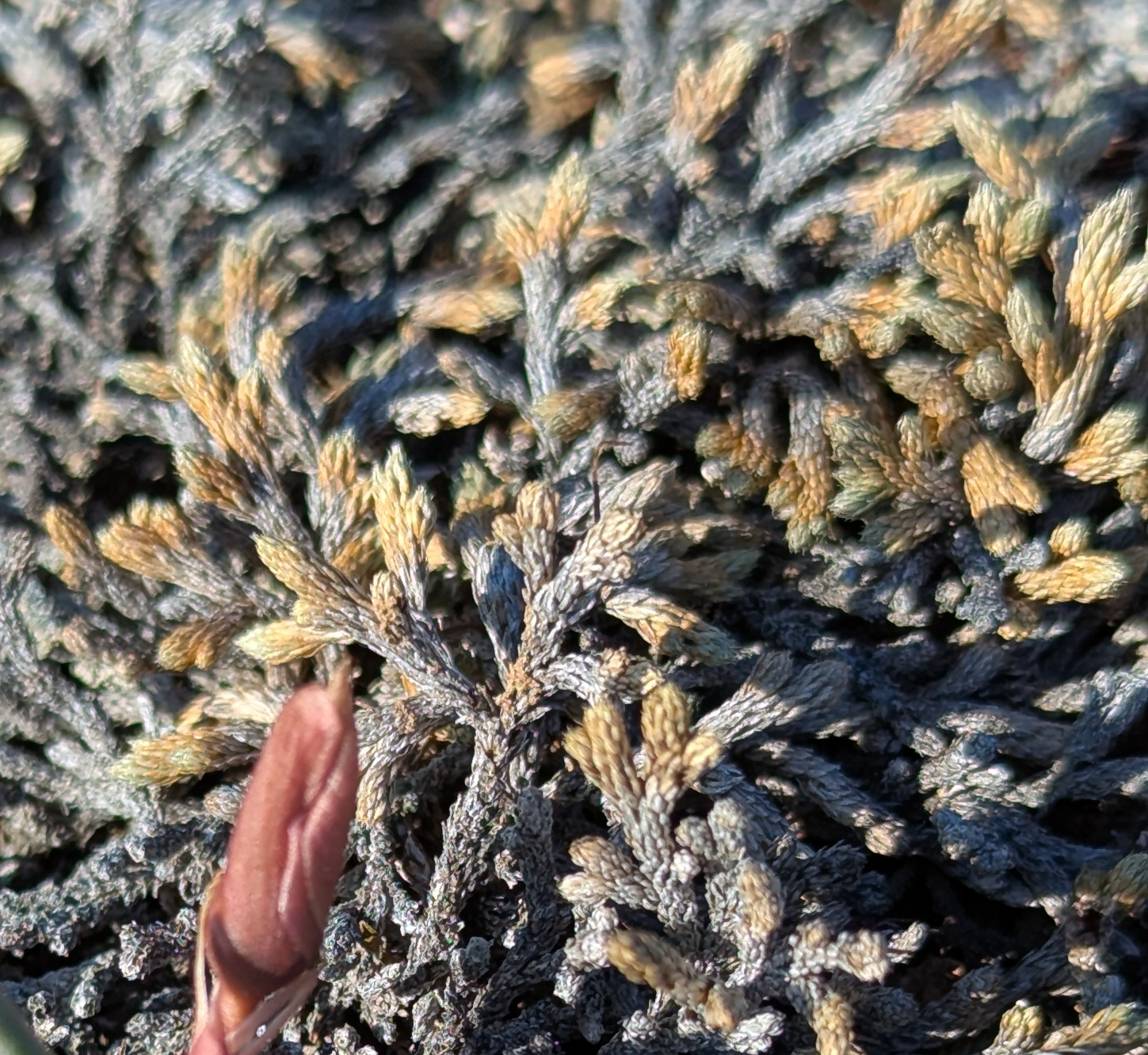
Старая отмершая листва

Phemeranthus sediformis — травянистое многолетнее раскидистое растение с низким габитусом. Стержневой корень толстый в средней и верхней части, с разветвлённой нижней частью. У растения толстый стебель, который разветвляется над уровнем почвы, образуя округлую корону из ветвящихся стеблей. Крона растения шириной до 12 см состоит из многочисленных разветвлённых стеблей с листовыми подушками, обычно менее 5 см. Отдельные стебли толщиной 1,5-3 мм поднимаются от земли на высоту от 5 до 10 см.
На нижних частях ветвей нет цельных листьев, вместо этого средние жилки старых листьев затвердевают, и хотя большая часть листа опадает и разлагается, средняя жилка сохраняется в виде щетинки. Новые листья каждый год вырастают от кончиков стеблей в чередующемся порядке по направлению к верхушке стебля. Лист мясистый и почти круглый в поперечном сечении, с удлинённым линейным профилем и гладкой блестящей поверхностью. Диаметр листа 1-2 мм, длина — 5-12 мм.
У оснований цветоносов присутствуют небольшие прицветники. Цветки появляются в раскидистых соцветиях в количестве от трёх до девяти с плоскими верхушками. Цветки появляются на цветоносах длиной 2-3 см, разветвляющихся наверху в разветвлённый полузонтик длиной 2-3 см. Каждый цветок имеет два округлых чашелистика по 3 мм каждый. Лепестки обычно расположены по пять штук, с от белой до кремовой окраской, хотя иногда присутствуют розовый и жёлтый оттенок. Отдельные лепестки имеют широкий яйцевидный контур и достигают 6-8 мм в длину. В цветке от 15 до 30 тычинок, а столбик разделён на три равные части. Цветки недолговечны и быстро увядают. Плод — коробочка размером 2,8-3,2 мм с блестящими чёрными семенами длиной 0,8-1 мм.

## Ареал
Phemeranthus sediformis распространён вдоль гор Колумбия на юго-западе центральной части Британской Колумбии (Канада) и на севере центральной части штата Вашингтон (США). По состоянию на 1994 год было выявлено менее 20 известных популяций, занимающих общую площадь около 8000 км². Из них 7000 км² приходится на Британскую Колумбию и только 1000 км² — на штат Вашингтон. Популяции известны на севере вплоть до Опакс-Хилл к северо-западу от Камлупса. Самые западные популяции находятся в районе Валхачин к западу от озера [Камлупс (озеро)|]], в то время как самые восточные популяции Британской Колумбии находятся выше озера Оканаган. Популяции штата Вашингтон расположены к востоку от популяций Британской Колумбии и ограничены восточной частью округа Оканоган и северной частью округа Ферри, и в публикациях указано менее 10 мест произрастания, при этом самые южные места находятся к северу от ручья Сёртин-миль. P. sediformis является единственным представителем рода, произрастающим в Канаде, и одним из самых ограниченных по ареалу канадских местных растений.
Было отмечено, что ареал P. sediformis менее 15 тысяч лет назад был покрыт Кордильерским ледяным щитом на севере и ледниковыми субъярусами Оканоган и Санпойл на юге. Оледенение Фрейзера унесло большинство, если не все, сосудистые растения с высот ниже 1500—2000 м. В статье 1994 года натуралистов Тревора Говарда и Хелен Найт было высказано предположение, что популяции P. sediformis отступили от района оледенения и выжили в более южных регионах, прежде чем распространиться обратно на север после отступления ледника в современный ареал, исчезая при этом из своих спасительных анклавов. Причина последующего изчезновения, возможно, связана с изменением климата или вытеснением другими ксерическими растениями, такими как кактусы.

## Экология
В пределах ареала P. sediformis встречается на высоте от 800 до 1500 м над уровнем моря на южных и юго-западных склонах. Предпочтительными местообитаниями являются эродированные края и склоны холмов и гор, где обнажаются раздробленные скальные образования. В этих районах растения заселяют хорошо дренированные неглубокие почвы, образованные выветренными вулканическими породами. Отмечено, что регосоли этих местообитаний похожи на серпентинитовые почвы, которые предпочитают другие виды рода Phemeranthus.
Климат в ареале считается умеренно континентальным, где общий диапазон температур в течение года составляет около 25 °C. В самых северных местах в регионе Камлупс зимой наблюдаются сезонные минимумы около −6 °C, в то время как летние максимумы составляют среднее значение 20,9 °C. Хотя осадки распределяются довольно равномерно в течение года, в начале лета и зимой наблюдаются небольшие пики. Было высказано предположение, что выпадение дождей во время летних дневных гроз может играть роль в нижних пределах высотных пределов растений. Согласно этой теории, дождевая вода испаряется, прежде чем достигнет земли ниже 800 м, что не позволяет растениям пережить засушливые условия в летние месяцы.
В районе хребта Кеттл-Ривер в штате Вашингтон P. sediformis является заметным компонентом флористического сообщества Eriogonum douglasii/Poa secunda. Это сообщество ограничено суглинистыми почвами, образовавшимися из поверхностно выветренных андезитовых пород или подвергшимися их воздействию, и его ареал ограничен относительной редкостью таких почв в регионе. Растения в сообществе включают кустарниковую Artemisia tridentata и многолетние травы.